# Puente del Iroise
El puente del Iroise es un puente atirantado de Francia que atraviesa el río Elorn entre Plougastel-Daoulas y Le Relecq-Kerhuon en la RN 165 (futura A82) que conecta las ciudades de Brest y Quimper, en el departamento de Finisterre, en Bretaña. Entre los puentes atirantados, tiene el tercer vano mayor de Francia, tras el puente de Normandía y el puente de Saint-Nazaire, y antes del viaducto de Millau.
Debido a los accidentes ocurridos causados por el exceso de velocidad en el nuevo puente y por el elevado número de vehículos que lo toman para ir a trabajar a Brest, se ha colocado un radar en el puente en esa dirección.

## Descripción general
El nuevo puente, construido entre 1991 y 1994 por el grupo de empresas Demathieu & bard, Pico y Razel, suple al antiguo puente Albert-Louppe, situado cerca y en paralelo, y que está hoy reservado para los vehículos lentos y las bicicletas y peatones.
El tablero, con un peso total de 26 500 toneladas, es de hormigón pretensado y está formado por hormigón ligero en la luz central y en hormigón de ultra-alto rendimiento para el resto; las pilonas también se han hecho con ese tipo de hormigón. El vano central tiene 400 metros de largo y fue puesto en obra en voladizo, los vanos de al lado por su parte, fueron colocados mediante empuje.
Algunas cifras sobre la construcción:
- 18 500 m³ de hormigón;
- 54 400 m² de encofrado;
- 2900 toneladas de armaduras para el hormigón armado;
- 470 toneladas de acero pretensado;
- 740 toneladas de acero para los cables.

La obra ha costado 264 millones de francos (valor de 1994).